# Muzeum Historii Polskiego Ruchu Ludowego w Piasecznie
Muzeum Historii Polskiego Ruchu Ludowego w Piasecznie – oddział Muzeum Historii Polskiego Ruchu Ludowego w Warszawie, mający swoją siedzibę we wsi Piaseczno (powiat tczewski).

## Historia
Muzeum powstało w 1966 roku jako izba pamięci, a jego głównym twórcą był nauczyciel i regionalista Jan Ejankowski, który przez wiele lat pełnił funkcję kustosza placówki. Od połowy 1970 roku funkcjonowało jako Społeczne Muzeum Regionalne, a następnie Ośrodek Tradycji Kółek Rolniczych. W latach 1976–1977 wybudowano obecny budynek muzeum. Ostatecznie placówka została włączona w struktury muzeum warszawskiego.
W ramach muzealnej ekspozycji prezentowane są zbiory dokumentujące działalność kółek rolniczych oraz organizacji społeczno-patriotycznych na tym terenie. Część wystawy poświęcona jest osobie Juliusza Kraziewicza - organizatora pierwszego kółka rolniczego na ziemiach polskich. W zbiorach znajdują się również przedwojenne sztandary oraz eksponaty etnograficzne pochodzące z terenów Kociewia i Pomorza, zebrane w Chacie Kociewskiej.
Muzeum jest obiektem całorocznym, czynnym w dni robocze, natomiast w pozostałych dniach - po uprzednim uzgodnieniu.